# José Luís Cardoso de Sales Filho
José Luís Cardoso de Sales Filho, primeiro e único barão de Ibirá-Mirim (Porto Alegre, 6 de fevereiro de 1840 — Nice, 30 de março de 1904) foi um diplomata brasileiro.

## Biografia
Filho do Barão de Irapuá, casou-se com Maria Carolina de Sousa, filha do Visconde de Mauá. Foi cônsul geral honorário e secretário do consulado brasileiro em Londres, durante trinta anos.
Agraciado barão em 5 de janeiro de 1883, era também comendador da Imperial Ordem da Rosa.